# 12282 Crombecq
12282 Crombecq (1991 BV1) là một tiểu hành tinh vành đai chính được phát hiện ngày 21 tháng 1 năm 1991 bởi E. W. Elst ở Đài thiên văn Haute-Provence.